# Алан Александер Мілн
Алан Александер Мілн (англ. Alan Alexander Milne, 18 січня 1882, Лондон — 31 січня 1956, Гартфілд, графство Східний Сассекс) — англійський дитячий письменник, творець Вінні-Пуха.
В його книгах віршів «Коли ми були дуже юні» (1924) і «Тепер нам уже шість» (1927) вперше з'явився образ Крістофера Робіна, хлопчика, прототипом якого став син Мілна. Його прозові книжки «Вінні-Пух» (1926) і «Дім на Пуховому узліссі» (1928) розповідають про пригоди плюшевого ведмедика Вінні-Пуха, іграшки Крістофера Робіна.

## Біографія
У 1892—1904 здобув освіту у Вестмінстер-скул та Триніті-коледжі Кембріджського університету. В 1906—1914 рр. був помічником видавця журналу «Панч». Під час служби в армії, коли йшла Перша світова війна, почав писати п'єси. Після поранення у Франції 1919 р. демобілізувався і цілком присвятив себе літературі.
У 1913 році бере шлюб із Дороті Дафні де Селінкур, хрещеницею Оуена Сімена, редактора журналу «Панч»
21 серпня 1920 року з'явився на світ син Крістофер Робін. Сценічний успіх п'єси «Містер Пім пройшов». 1921 року виходить друком детектив «Таємниця червоного будинку», 1929 року — збірка віршів для дітей «Коли ми були маленькими».
У 1927 році родина купує Кочфордську ферму та ліс в Англії; 12 грудня — перша публікація глави з «Вінні-Пуха» — у лондонській газеті «Івнінґ Ньюз»; 24 грудня — різдвяна прем'єра глави з «Вінні-Пуха» на радіо «Бі-Бі-Сі». У жовтні 1926 року виходить друком «Вінні-Пух та всі-всі-всі».
У 1931 році з'являється у продажу роман «Двоє», у 1939 році виходить друком «Вибране» з автобіографією «Тепер уже надто пізно».
У 1952 році Мілн переносить інсульт та операцію на мозку; отримує інвалідність і переїжджає до родинного будинку в графстві Іст-Сасекс, Англія
31 січня 1956 року не стало Алана Александера Мілна.
Крістофер Робін Мілн помер уві сні 20 квітня 1996 року.

## Книжки про Вінні-Пуха
Алан Мілн, автор книжки про Вінні-Пуха, ніколи не читав її своєму синові.
Купила мама своїй єдиній дитині плюшевого ведмедика й почала синові на ніч розповідати історії про того ведмедика і про нього самого. Батько за дружиною записував. А потім, нічого не кажучи ані їй, ані синові, подав ті історії до друку. Перші — майже дослівно законспектовані за дружиною, а згодом почав і від себе вигадувати. Уже не тільки про хлопчика та ведмедика, а й про інші іграшки — про Віслюка, про Поросятко, про Кенгуру та про Тигра. Сова ж та Кролик були справжніми — вони мешкали біля мілнівського маєтку в Кочфордському окрузі на південному сході Англії.
Тільки з 1968 року лише одне англійське видавництво «Муффін» щорічно продавало півмільйона екземплярів «Вінні-Пуха». А торік права на Пуха за $350 млн придбала компанія Волта Діснея. З них онуці автора Клер дістанеться 44 млн, решта піде Королівському літературному товариству Великої Британії та іншим утримувачам прав на «ведмедика».
Книжка Алана Александера Мілна «Вінні-Пух та всі-всі-всі» — на 17-му місці за популярністю серед творів, написаних і виданих у ХХ ст. Вінні став не менш знаменитим літературним персонажем, ніж принц Гамлет або Наташа Ростова. А прибутковішим за нього є тільки Міккі-Маус.
Справжній герой книжки про Вінні-Пуха — Крістофер Робін Мілн, син автора. «Взагалі-то ми чекали на дівчинку на ім'я Розмарі, — зізнався Мілн-старший у листі до знайомої відразу після народження Біллі, як у родині стали називати Крістофера. — Але, сподіваюся, будемо такі само щасливі й із цим джентльменом». Зазвичай хлопчики народжуються блондинчиками і їхнє волоссячко тьмянішає на четвертому-п'ятому році життя. З Крістофером Робіном сталося навпаки. Коли йому подарували плюшевого ведмедика, хлопчик почав світлішати буквально по тижнях. Той ведмедик живий і досі. Побачити його можна в дитячому читальному залі Центральної міської бібліотеки Нью-Йорка. Він кудлатий, з маленькими очима, довгим тулубом. І дуже сумний.
На четвертому році життя батько повів Крістофера до Лондонського зоопарку. Улюбленицею дітлахів там була ведмедиця на прізвисько Вінніпег або просто Вінні. Так назвав її на честь своєї «малої батьківщини» офіцер-канадець Гаррі Колейберн. Йому ведмежа підкинули під час Першої світової війни на якомусь лісовому полустанку дорогою на фронт. Гаррі тягався з Вінні по окопах та біваках, аж допоки не здав до зоопарку. Вінні так звикла до людей, що Крістофер Робін заходив до неї у клітку й годував молочним коктейлем просто з рук.
А «Пухом» хлопчик назвав лебедя, що плавав у кочфордському ставку і з яким він здружився. «Пух — це тому, що, коли його покличеш, а лебідь не прийде, ти вдаватимеш, ніби плямкаєш собі губами: пух-пух», — пояснював Крістофер батькові.
Той швидко засвоїв незвичну синівську логіку й почав нею охоче користуватися. Якось, коли Крістофер Робін обідав, Алан піднявся до його кімнати і звернув увагу на те, що син тримає ніж та виделку вістрями догори. «Знаєш, — сказав батько, — мені здається, не варто їх так тримати». «Чому?» — запитав син. Алан подивився на стелю: «Уяви собі, коли хтось провалиться до нас крізь стелю — він же наштрикнеться на вістря. І йому ж буде боляче, чи не правда?».
Про золоте дитинство Крістофера Робіна стало відомо кілька років тому, коли вже не було на світі ні Мілна-старшого, ні Мілна-молодшого. До 75-річчя першого видання «Вінні-Пуха» продюсер телекомпанії Бі-Бі-Сі Хелен Кент знайшла в архіві аматорську 10-секундну стрічку, яку хтось зняв у липні 1929 року в «зачарованому лісі» Ешдаун неподалік Кочфорда, де «маленький хлопчик завжди буде гратися зі своїм ведмедиком» (остання фраза книги А. Мілна). У фільмі син та його шкільні товариші гасають у костюмах героїв батькової книжки. Крістофер Робін — у «костюмі Крістофера Робіна».
У 19 років Мілн-молодший вступає до Кембриджа, де свого часу навчався батько. Але починається війна, і він іде на фронт. 1940-го Крістофер був призначений сапером Королівського інженерного корпусу. Під час бомбардування німцями мосту, який він будував в Італії, був ранений шрапнеллю в голову. Та шрапнель далася взнаки через десятки років і призвела до неврогенної дистрофії м'язів.
Духовно близьким із батьком Крістофер був років 25, тобто до закінчення війни. Але потім їхні шляхи стали розходитися. Син дорослішав, потім старішав. Почали з'являтися зморшки… Та завжди і всюди — в офісі й на курорті — дорослі та діти, старі й малі, білі та чорні підходили до нього, аби помацати «казкового Крістофера Робіна». Час для нього зупинився. Жодні заслуги дорослого Крістофера Мілна, жодні здобутки й досягнення «читацький загал» до уваги не брав. Йому було завжди шість років — як і тому, із зачарованого лісу.
Крістофер Робін умовив дружину перебратися до невеличкого містечка й відкрити там книгарню. Доки існував його маленький бізнес, Мілн-молодший не скористався жодною копійкою з прибутків за батькові книжки. Коли ж йому виповнилося 52 роки, Крістофер забив гвіздками вікна своєї книгарні і почав писати. Видав три книги спогадів і одну — нарисів. Однак у літературі він так і залишився в тіні свого батька.
Його першим коханням була напівіталійка-напівавстрійка Хедда. Розлучила їх демобілізація з італійського фронту та різниця в характерах. Єдина донька Крістофера Клер народилася через кілька місяців по смерті свого знаменитого дідуся. Вона живе з наслідками церебрального паралічу. Але це не завадило їй по смерті батька позбавити законної частки спадщини рідну матір Леслі.
Алан Мілн вважав себе серйозним, респектабельним письменником, учнем Герберта Уелса. Він був певен, що правду про себе розповідає в новелах, п'єсах, але не в книжках про Вінні-Пуха. Оповіді про Вінні та його друзів Алан писав не для сина, а «для продажу». І ніколи не читав їх Крістоферові. «Вінні-Пуха» вважав усього лиш заробітчанством. А вийшло, що той став головним у житті Мілна-старшого, зробив його знаменитим.
Тим часом книжку про Вінні-Пуха почали досліджувати західні психіатри. У персонажів вони вичитали точні діагнози депресії — в Іа-Іа (Віслюка, якого Алан Мілн списав з власного тестя), тривожного неврозу — у Поросятка, гіпердинамічного синдрому (немотивована рухливість, брак уваги, розмови вголос із самим собою) — у Вінні-Пуха.
Цього року має з'явитися новий мультфільм на кіностудії Діснея, де Крістофер Робін буде дівчинкою.

## Цікаві факти
- У 2017 році вийшов фільм про життя письменника «Прощавай, Крістофере Робін». Режисер Саймон Кьортіс. Роль Алана Александера Мілна виконав Донал Глісон.